# Jepsonia
Jepsonia es un género con cuatro especies de plantas de flores de la familia Saxifragaceae. 

## Especies seleccionadas
- Jepsonia heterandra
- Jepsonia malvaefolia
- Jepsonia neonuttalliana
- Jepsonia parryi

- Datos: Q5224119
- Multimedia: Jepsonia / Q5224119
- Especies: Jepsonia